# Samugheo
Samugheo is een gemeente in de Sardijnse provincie Oristano (Sardinië is een eiland en onderdeel van het land Italië) en telt 3429 inwoners (31-12-2004). De oppervlakte bedraagt 81,2 km², de bevolkingsdichtheid is 42 inwoners per km².

## Demografie
Samugheo telt ongeveer 1212 huishoudens. Het aantal inwoners daalde in de periode 1991-2001 met 6,2% volgens cijfers uit de tienjaarlijkse volkstellingen van ISTAT.
| Jaar | Inwoneraantal |
| ---- | ------------- |
| 1991 | 3741          |
| 2001 | 3509          |

## Geografie
De gemeente ligt op ongeveer 400 m boven zeeniveau.
Samugheo grenst aan de volgende gemeenten: Allai, Asuni, Atzara (NU), Busachi, Laconi (NU), Meana Sardo (NU), Ortueri (NU), Ruinas, Sorgono (NU).

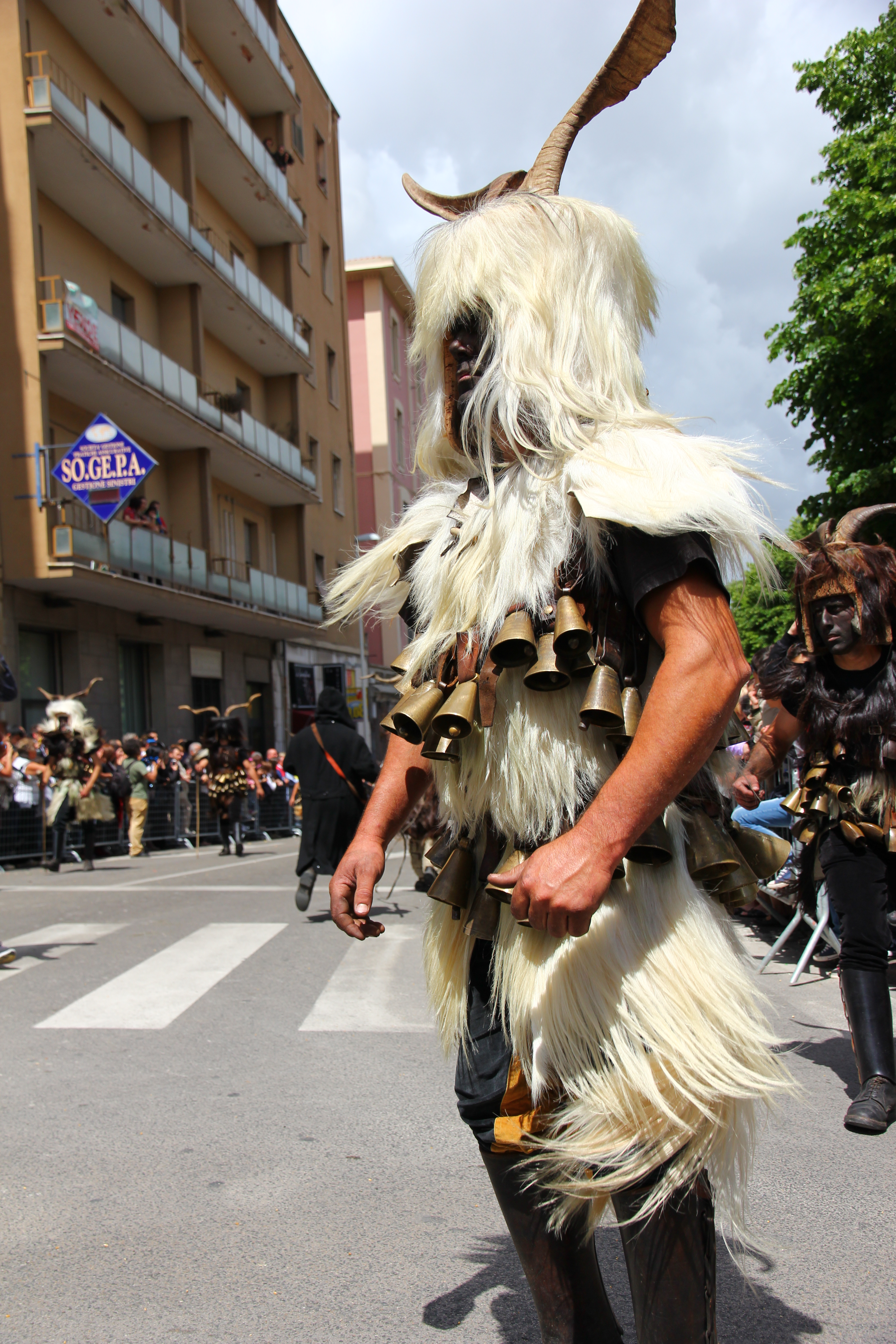
Traditionele klederdracht van Samugheo
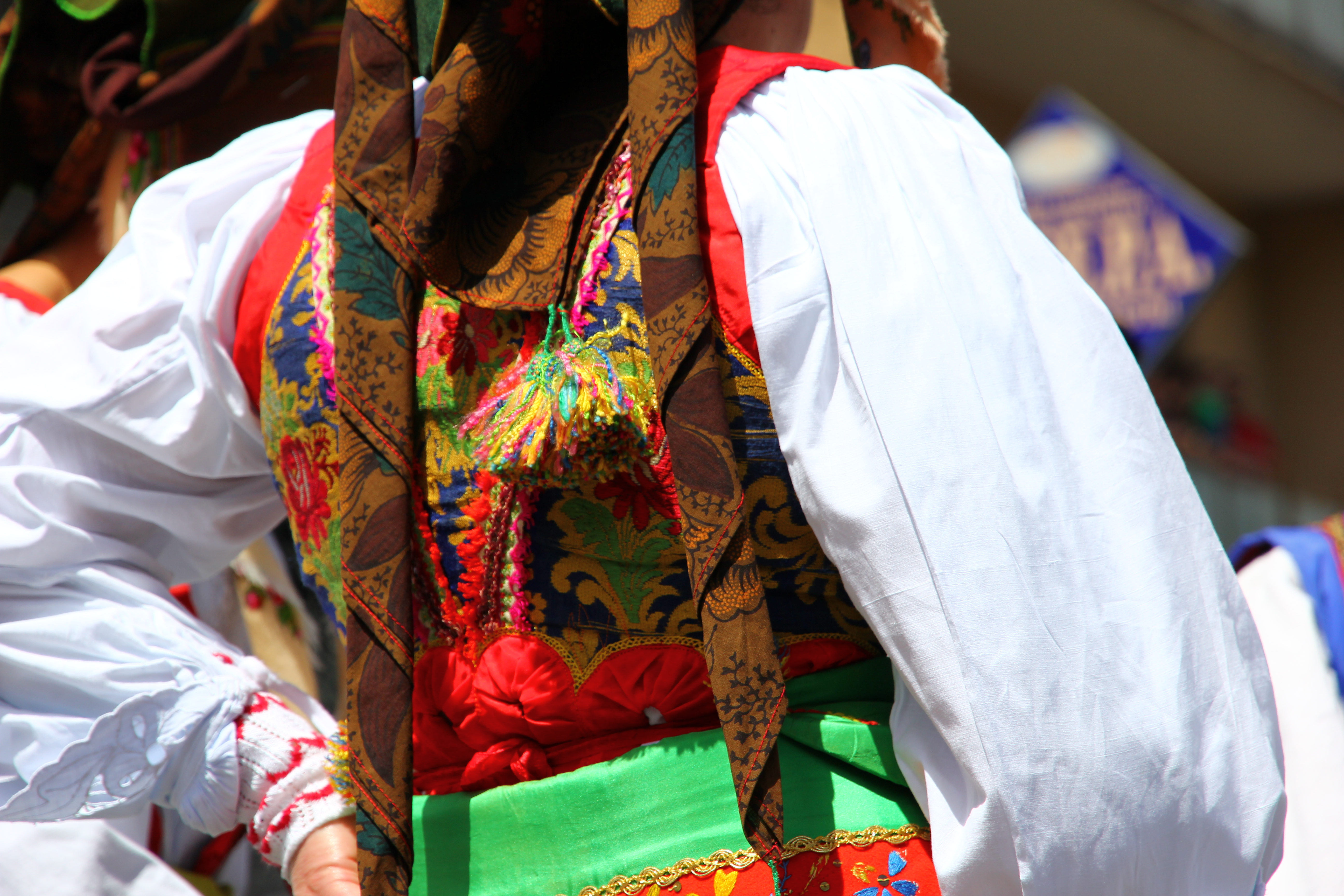
Traditionele klederdracht van Samugheo

Abbasanta · Aidomaggiore · Albagiara · Ales · Allai · Arborea · Ardauli · Assolo · Asuni · Baradili · Baratili San Pietro · Baressa · Bauladu · Bidonì · Bonarcado · Boroneddu · Bosa · Busachi · Cabras · Cuglieri · Curcuris · Flussio · Fordongianus · Genoni · Ghilarza · Gonnoscodina · Gonnosnò · Gonnostramatza · Laconi · Magomadas · Marrubiu · Masullas · Milis · Modolo · Mogorella · Mogoro · Montresta · Morgongiori · Narbolia · Neoneli · Norbello · Nughedu Santa Vittoria · Nurachi · Nureci · Ollastra · Oristano · Palmas Arborea · Pau · Paulilatino · Pompu · Riola Sardo · Ruinas · Sagama · Samugheo · San Nicolò d'Arcidano · San Vero Milis · Santa Giusta · Santu Lussurgiu · Scano di Montiferro · Sedilo · Seneghe · Senis · Sennariolo · Siamaggiore · Siamanna · Siapiccia · Simala · Simaxis · Sini · Siris · Soddì · Solarussa · Sorradile · Suni · Tadasuni · Terralba · Tinnura · Tramatza · Tresnuraghes · Ula Tirso · Uras · Usellus · Villa Sant'Antonio · Villa Verde · Villanova Truschedu · Villaurbana · Zeddiani · Zerfaliu
1. ↑  https://demo.istat.it/?l=it.